# Francisco Bolognesi

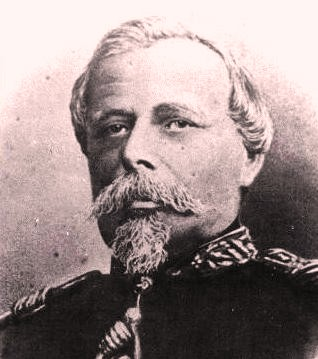
Francisco Bolognesi Cervantes

Francisco Bolognesi Cervantes (* 4. November 1816 in Lima, Peru; † 7. Juni 1880 in Arica) war ein peruanischer Oberst und gilt als Nationalheld und „Patron“ des peruanischen Heeres.

## Leben
Francisco Bolognesi wurde in Lima als Sohn des aus Genua stammenden Violinisten Andrés Bolognesi, der seit 1810 in Peru lebte, und der aus Arequipa stammenden Juana Cervantes Pacheco geboren. Sein Elternhaus lag in der „Calle de Afligido“ (heute: Jirón Caylloma 125). Getauft wurde er in der Kirche St. Sebastian in Lima.
Bereits als Kleinkind zog er mit seinen Eltern nach Arequipa, wo er vom 8. bis zum 16. Lebensjahr das Priesterseminar Seminario de San Jerónimo besuchte. Nach dem Tod seines Vaters musste er sich um die Familie kümmern und begann für das Handelshaus Lebris y Violler zu arbeiten.
Am 22. Juli 1844 nahm Bolognesi als Reservist an der Schlacht von Carmen Alto (Stadtteil von Arequipa) teil, bei der die Truppen von Ramón Castilla y Marquesado (seit dem 17. Februar 1844 Präsident von Peru) die Truppen von Manuel Ignacio de Vivanco Iturralde (vom 20. März 1843 bis zum 17. Juli 1844 selbsternannter Präsident) besiegten. Aufgrund seiner Leistungen bei der Schlacht wurde ihm eine militärische Laufbahn angeboten, was er jedoch zunächst ablehnte.
1879, zu Beginn des Salpeterkrieges, wurde der damals 62-jährige Bologensi aus dem Ruhestand reaktiviert und nahm im November 1879 an der Schlacht bei Dolores und an der Schlacht bei Tarapacá gegen Chile teil.
Am 7. Juni 1880 wurde die mit 2000 Soldaten besetzte peruanische Garnison in der Stadt Arica von 7.000 chilenische Soldaten unter dem Kommando von Divisionsgeneral Manuel Jesús Baquedano González und mit Unterstützung der Marine angegriffen. Kommandant der peruanischen Truppen war Oberst Bolognesi, der bei der Verteidigung der Garnison getötet wurde.
Bolognesis Söhne Enrique und Augusto kämpften ebenfalls im Salpeterkrieg und wurden während der Schlacht von San Juan bzw. der Schlacht von Miraflores (bei Lima) getötet.

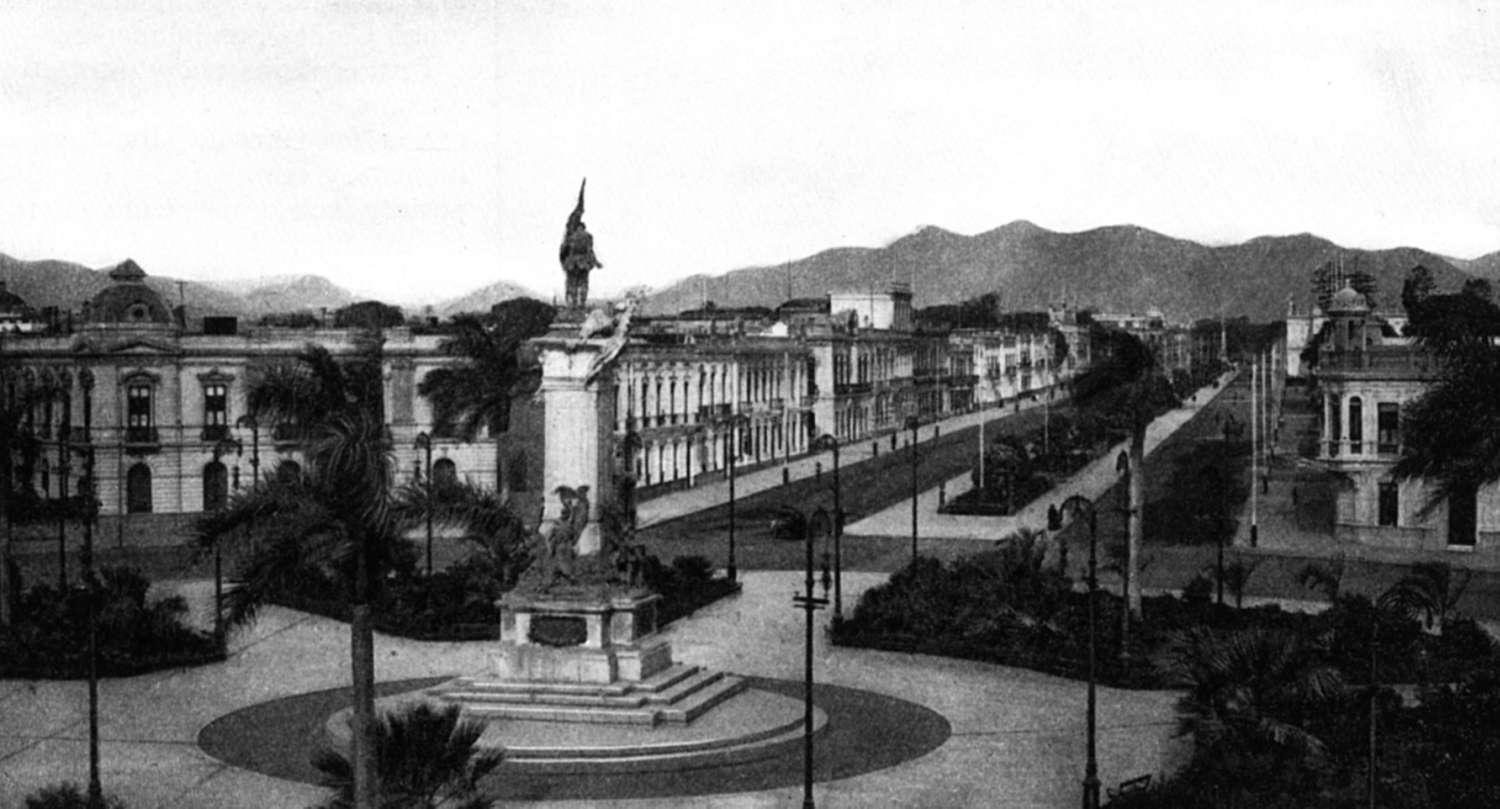
Der Plaza Bolognesi in Lima im Jahr 1928

## Nach seinem Tod
Am 2. Januar 1951 wurde Bolognesi zum Patron des peruanischen Heeres erklärt. Mit Gesetz Nr. 25128 vom 30. November 1989 wurde Bolognesi posthum zum Großmarschall befördert.
Der am 18. Oktober 1929 in Tacna gegründete Fußballverein Coronel Bolognesi wurde nach ihm benannt.
Mehrere Schiffe der peruanischen Marine trugen den Namen Coronel Bolognesi.
Eine in Salta stationierte argentinische Artillerieeinheit wurde nach Bolognesi benannt (Grupo de Artillería 15 “CORONEL FRANCISCO BOLOGNESI”).